# Glypta kozlovi
Glypta kozlovi là một loài tò vò trong họ Ichneumonidae.